# Đội tuyển bóng chuyền nam quốc gia Cameroon
Đội tuyển bóng chuyền nam quốc gia Cameroon là đội bóng đại diện cho Cameroon tại các cuộc thi tranh giải và trận đấu giao hữu bóng chuyền nam ở phạm vi quốc tế.

## Thành tích

### Giải vô địch thế giới
- 1990 — Vị trí thứ 15
- 2010 — Vị trí thứ 13
- 2014 — Vị trí thứ 21

### Cúp thế giới
- 1989 — Vị trí thứ 8

## Danh sách thành viên hiện tại
Dưới đây là danh sách các thành viên đội tuyển nam quốc gia Cameroon tham dự Giải bóng chuyền nam Vô địch thế giới FIVB 2014.
Huấn luyện viên chính:  Peter Nonnenbroich
| Stt. | Tên                            | Ngày sinh            | Chiều cao           | Cân nặng        | Nhảy đập        | Nhảy chắn       | Câu lạc bộ năm 2014  |
| ---- | ------------------------------ | -------------------- | ------------------- | --------------- | --------------- | --------------- | -------------------- |
| 1    | Olivier Nongni Zanguim Mefani  | 9 tháng 2 năm 1987   | 2,00 m (6 ft 7 in)  | 110 kg (240 lb) | 355 cm (140 in) | 330 cm (130 in) | Cameroun Sports VB   |
| 2    | Ahmed Awal Mbutngam            | 23 tháng 4 năm 1990  | 1,92 m (6 ft 4 in)  | 84 kg (185 lb)  | 340 cm (130 in) | 325 cm (128 in) | FAP Yaoundé          |
| 3    | Georges Kari Adeke             | 13 tháng 7 năm 1981  | 1,91 m (6 ft 3 in)  | 88 kg (194 lb)  | 335 cm (132 in) | 315 cm (124 in) | Mende Volley Lozère  |
| 6    | Sem Dolegombai                 | 18 tháng 5 năm 1990  | 2,00 m (6 ft 7 in)  | 95 kg (209 lb)  | 350 cm (140 in) | 335 cm (132 in) | FAP Yaoundé          |
| 7    | Jean Patrice Ndaki Mboulet (C) | 5 tháng 5 năm 1979   | 2,01 m (6 ft 7 in)  | 108 kg (238 lb) | 352 cm (139 in) | 330 cm (130 in) | Kuwait SC            |
| 8    | Jean Junior Nyabeye            | 1 tháng 1 năm 1989   | 1,90 m (6 ft 3 in)  | 80 kg (180 lb)  | 340 cm (130 in) | 320 cm (130 in) | EV Beaucourt-Sochaux |
| 9    | Hervé Kofane Boyomo            | 14 tháng 9 năm 1988  | 2,06 m (6 ft 9 in)  | 95 kg (209 lb)  | 360 cm (140 in) | 335 cm (132 in) | Bafia VB             |
| 10   | Maliki Moussa                  | 2 tháng 2 năm 1978   | 2,06 m (6 ft 9 in)  | 97 kg (214 lb)  | 350 cm (140 in) | 333 cm (131 in) | Vendée VB            |
| 14   | Nathan Wounembaina             | 22 tháng 11 năm 1984 | 1,98 m (6 ft 6 in)  | 83 kg (183 lb)  | 360 cm (140 in) | 345 cm (136 in) | Chaumont VB          |
| 15   | Yvan Bitjaa                    | 25 tháng 8 năm 1991  | 2,13 m (7 ft 0 in)  | 92 kg (203 lb)  | 360 cm (140 in) | 342 cm (135 in) | FAP Yaoundé          |
| 16   | Alain Fossi Kamto              | 4 tháng 11 năm 1980  | 1,83 m (6 ft 0 in)  | 81 kg (179 lb)  | 333 cm (131 in) | 302 cm (119 in) | VBP Niort            |
| 17   | Serge Patrice Ag               | 22 tháng 3 năm 1974  | 1,81 m (5 ft 11 in) | 82 kg (181 lb)  | 320 cm (130 in) | 295 cm (116 in) | Port de Douala       |
| 18   | David Feughouo                 | 5 tháng 5 năm 1989   | 2,06 m (6 ft 9 in)  | 95 kg (209 lb)  | 350 cm (140 in) | 330 cm (130 in) | Nancy Volley         |
| 19   | Frédéric Bassige Ba Bindop     | 13 tháng 6 năm 1984  | 1,83 m (6 ft 0 in)  | 81 kg (179 lb)  | 325 cm (128 in) | 300 cm (120 in) | FAP Yaoundé          |